# モスラ (古生物)
モスラ（学名：Mosura）は、約5億年前のカンブリア紀に生息したラディオドンタ類の化石節足動物の一属。後半が細く分化した胴部をもつ。カナダのバージェス動物群で見つかったモスラ・フェントニ（Mosura fentoni）という1種のみ記載される。

## 名称
学名「Mosura」は、東宝製作の怪獣映画に登場する架空の怪獣「モスラ」(Mothra) に由来し、本属の蛾のような見た目に因んで名付けられた。また、研究者の間では「sea moth」（海の蛾）というニックネームで呼ばれていた。模式種（タイプ種）の種小名「fentoni」は、ロイヤルオンタリオ博物館の古生物技師にして原記載者の友人である Peter E. Fenton への献名。

## 化石と発見

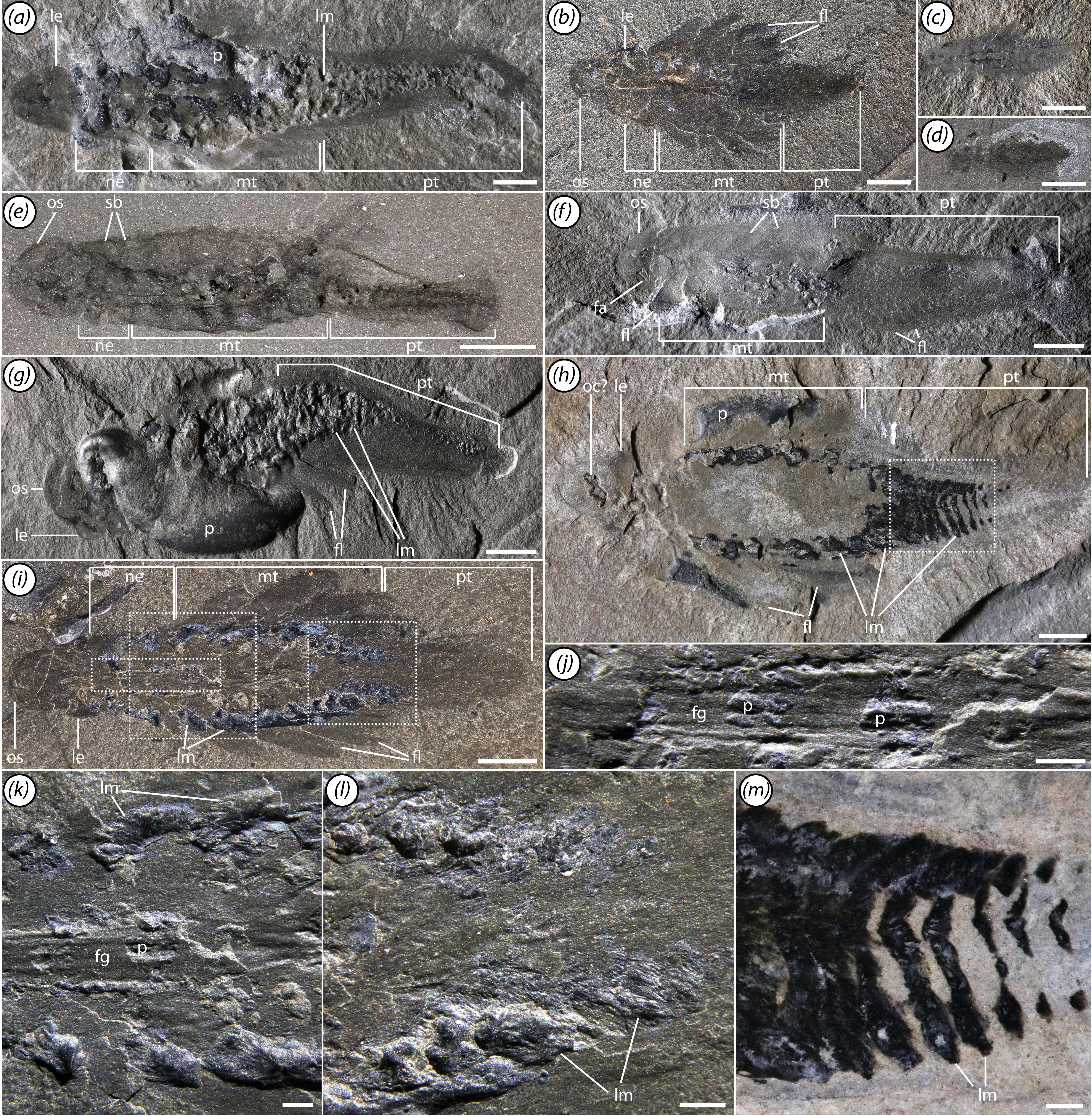
モスラの化石標本

モスラの化石標本は、カナダブリティッシュコロンビア州の堆積累層バージェス頁岩（古生代カンブリア紀ウリューアン期、約5億1,000万  - 5億500万年前）のいくつかの化石産地から発見される。そのうち60点は1990年から2022年にかけて採集したものであり、カナダのロイヤルオンタリオ博物館に所蔵される。残り1点の標本はアメリカの国立自然史博物館の所蔵品から再発見したものである（バージェス頁岩の発見者、チャールズ・ウォルコットが採集したもの）。発見された標本の産状は全身だけでなく、消化管・血体腔・神経系といった内部構造が保存されたものもある。

## 形態

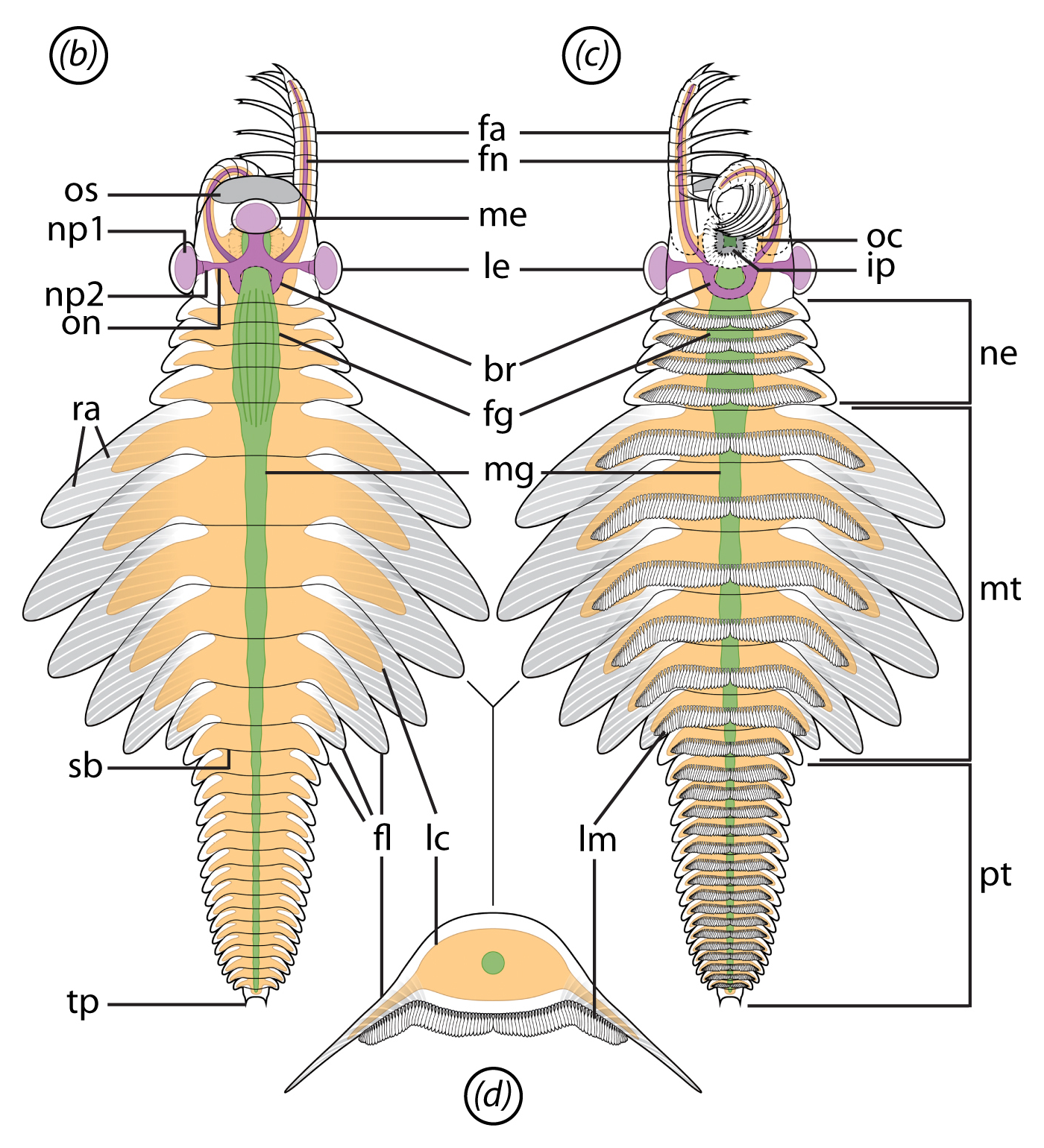
モスラの背面 (b)、腹面 (c) と断面 (d) の模式復元図

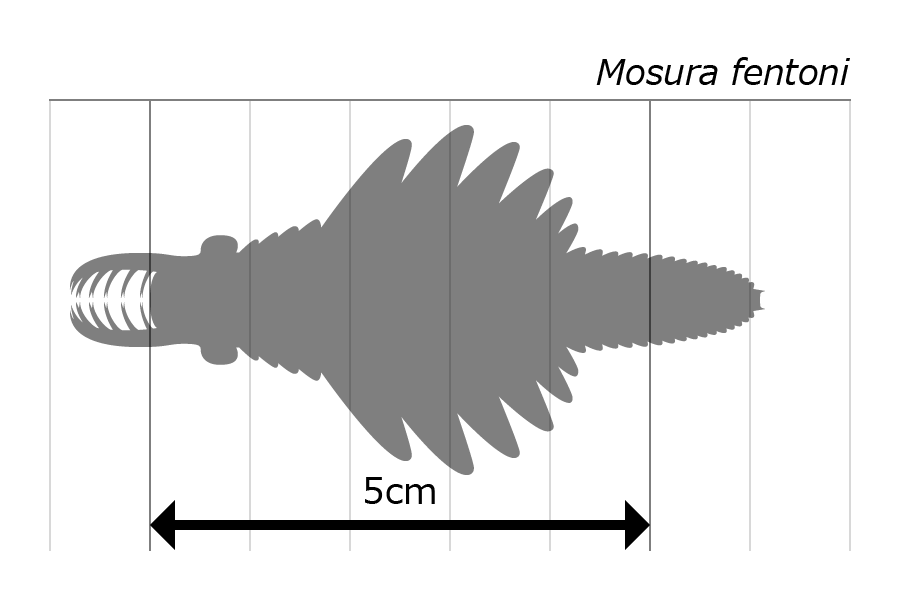
モスラのサイズ推定

体長1.5 - 6.1 cmの小型ラディオドンタ類である。スタンレイカリスのようにフルディア科（熊手状の前部付属肢）とそれ以外のラディオドンタ類（流線型の体）の特徴を兼ね備える同時に、数多くの体節を有し、後半が甲殻類や昆虫の腹部のように細く分化した胴部という、記載時点ではラディオドンタ類として前代未聞な特徴をもつ（特記しない限りラディオドンタ類全般に概ね共通する内部構造についてはラディオドンタ類#内部構造を参照）。

### 頭部

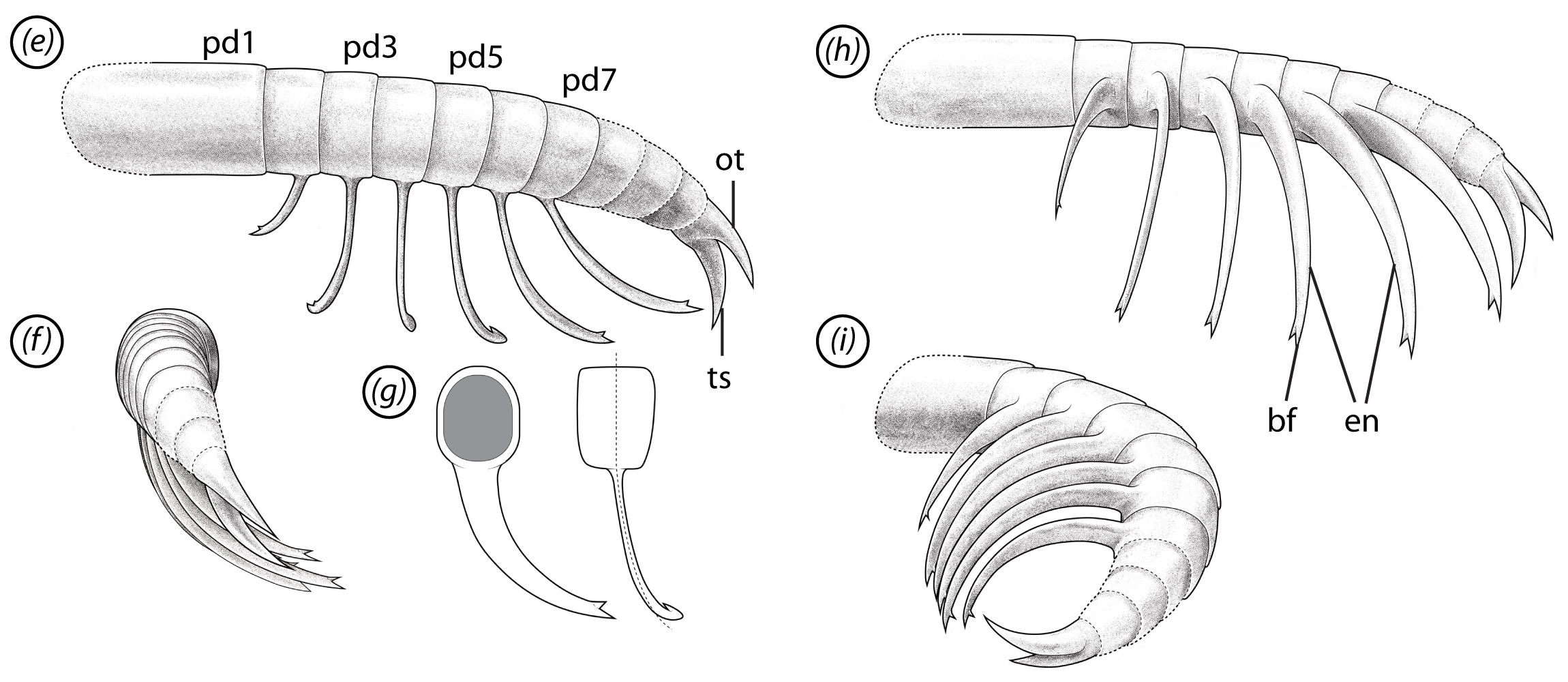
モスラの前部付属肢の模式復元図
----e: 側面、f: 正面、g: 途中1節の正面と側面、h: 腹面（展開状態）、i: 腹面（収納状態）

頭部は体長の約15%を占め、前上方に甲皮と中眼、両背側に側眼、両腹側に前部付属肢、腹面中央に口と歯を有する。
甲皮 (head sclerite complex) は背面の1枚 (dorsal sclerite, H-element) のみ知られ、多くのラディオドンタ類に見られる両腹側の2枚 (lateral sclerite, P-element) は確認されていない。眼は1つの中眼 (median eye) と1対の側眼 (Lateral eyes) の計3つあり、全て同じ程度に発達する。中眼は甲皮の後縁に隣接し、側眼は眼柄が短い。このような甲皮と眼もスタンレイカリスに似ている。
前部付属肢 (frontal appendages) は往々にして頭部の下に折り曲げるため、ごく一部の標本のみに明瞭に見られるが、正面に突き出せるほど可動域は高い。フルディア科の特徴的な熊手状の構造をしているが、内突起 (endites) を有する途中の6節と先端2本の棘のみ明確に知られている。内突起は6本とも内側に曲げた細長い鈎爪状で、縁辺部に分岐 (auxiliary spines) は一切なく、先端はわずかな二股状に分かれている。残り先端2本の棘も鈎爪状で、それぞれ最終節と直前の1節由来の背側の棘と考えられる。他の不明瞭な部分については基部に1節、内突起と最終2節の間に3節の肢節があると推測されている。
口と歯 (oral cone) の保存状態は悪く、十字放射状の配置とフルディア等に見られるような奥の多重構造のみ知られ、歯の枚数などの詳細は不明。

### 胴部

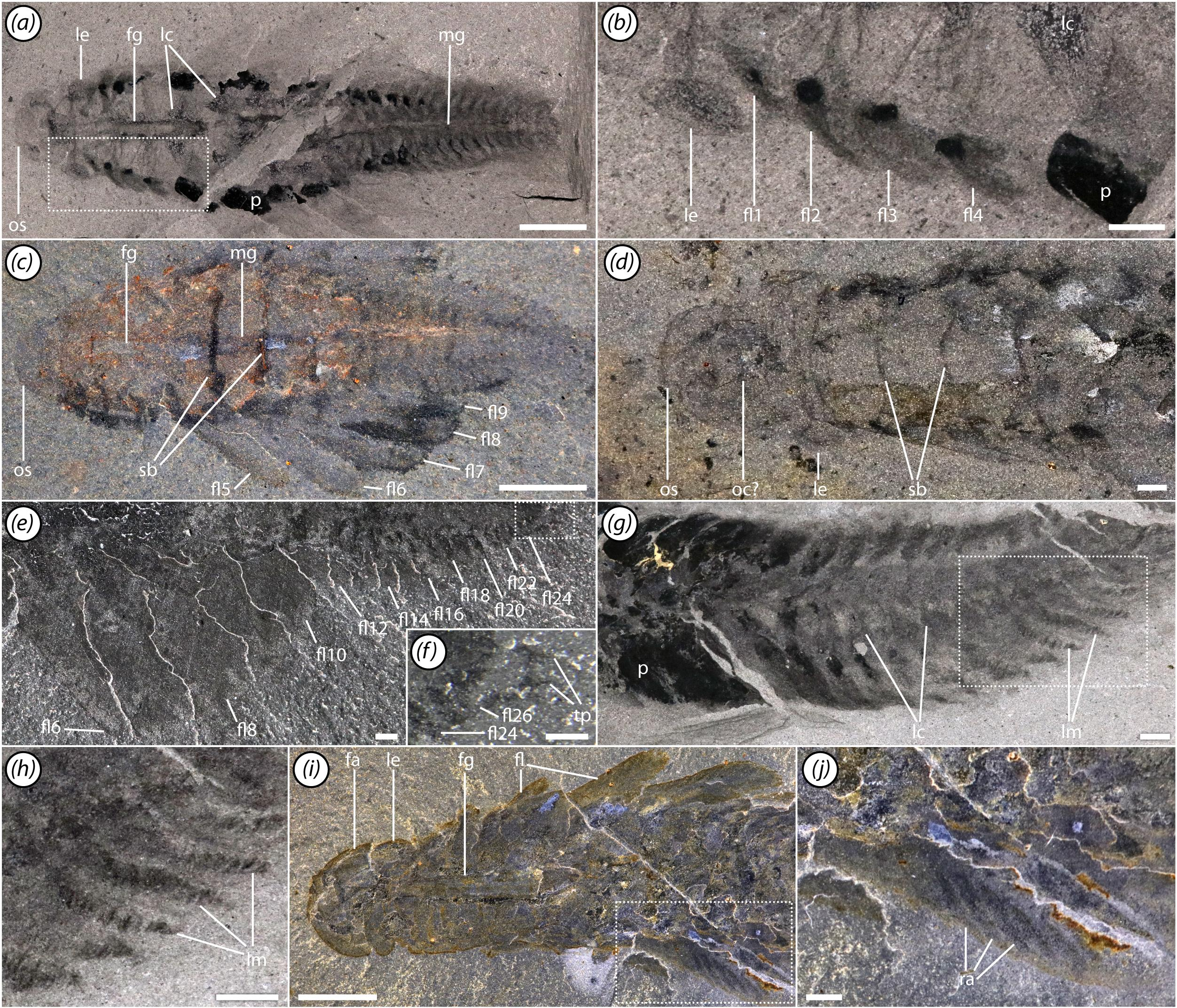
モスラの胴部化石

胴部 (trunk) は細長く、前後がくびれている。数えられる限り最多26の体節もあり、ラディオドンタ類（普通は十数節）として例外的に多い。前の数胴節は他のラディオドンタ類と同様「首」として分化するが、残りの部分は更に2つの大きな領域（合体節）に分化する。体節ごとに1対の鰭 (flap) と、鰓として考えられる横一列の長い葉状の突起物 (setal blade) が並ぶ。鰭は両腹面、鰓は腹面から鰭の付け根にかけて配置したとされる。
首 (neck) は4体節からなり、後方ほど幅広いが、鰭は比較的短い。中央の領域 (mesotrunk) は肥大な6体節で第2節で最も幅広く（鰭の長さは体節の幅の60%を越える）、後方に向けて次第狭くなる。ここでの鰭は幅広い三角形で、縁辺部にかけて十数ほどの脈 (rays) が見られる。本属最大の特徴である後方の領域 (posterotrunk) は細く密集した十数の体節からなり、鰭は退化的である（体節の幅の20%以下）。後方の体節は小さいため数えにくいが、尾部を除き16体節が確認される。末端の尾部は丸みを帯び、1対の小さな三角形の突起をもつ。
幼生と思われる小型個体の場合、胴節は比較的少なく、mesotrunk が3節、posterotrunk が約8から14体節の個体が確認される。
中腸は知られる他のラディオドンタ類よりも単調で、消化腺 (digestive gland) などの二次的な構造は見当たらない。

## 生態

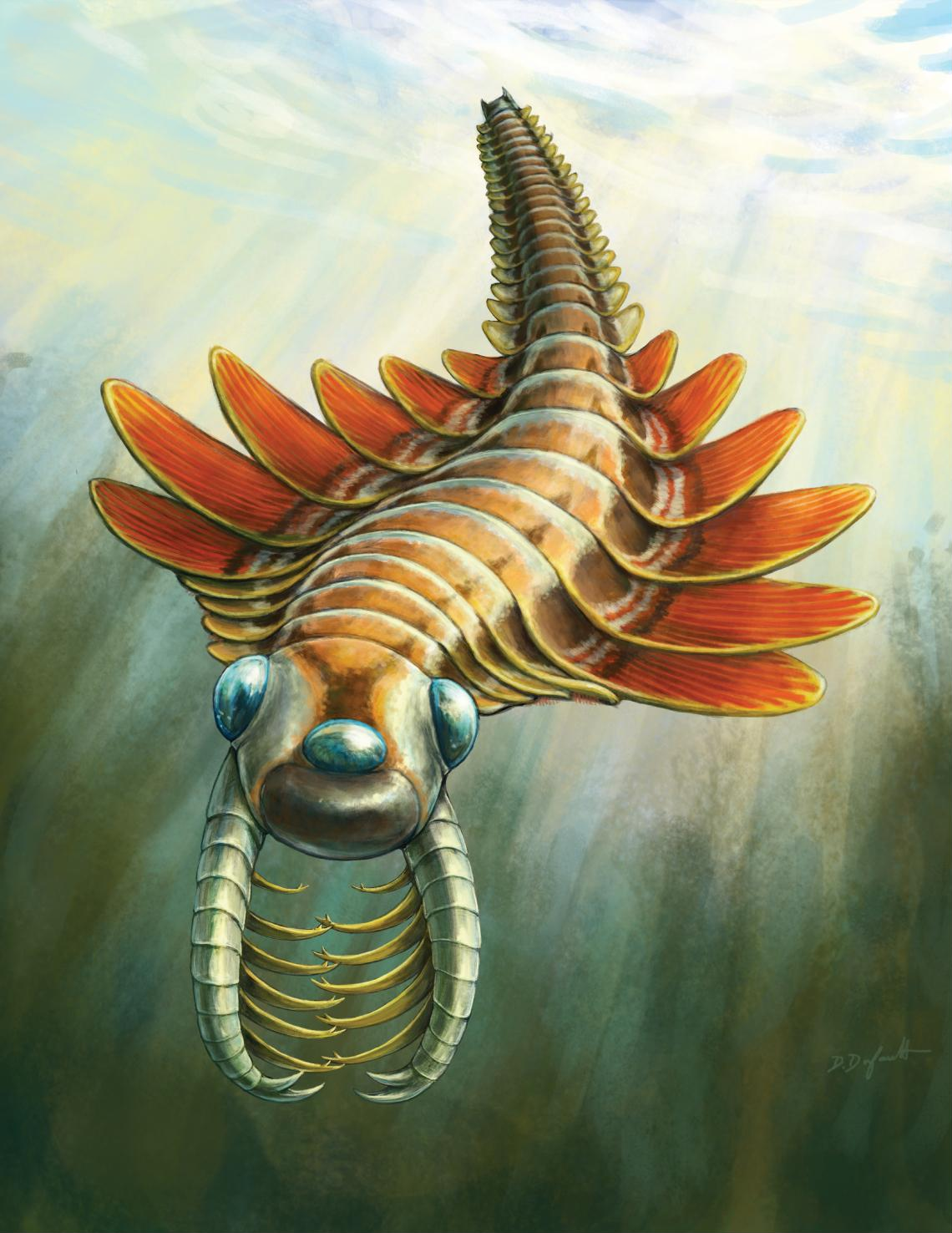
海を泳ぐモスラの生態復元図

モスラは活発な遊泳性動物（ネクトン）であったと考えられ、発達した3つの眼はその優れた視力を、流線型な体とmesotrunkの大きな鰭はその高い機動性を示唆している。前部付属肢は内突起に分岐を欠けるため、フルディア科において一般的な堆積物の篩い分けや濾過摂食の機能はなく、単に獲物を捕獲するための鈎爪として機能したと考えられる。前部付属肢の性質と前述した身体能力にあわせて、モスラは獲物を追い込むこともできるほど活動的な捕食者であったと考えられる。
モスラの特徴的な胴部は、他のラディオドンタ類よりも呼吸への機能特化が進んだと考えられる。モスラの鰓は他のラディオドンタ類と同様胴部の全域に有するが、posterotrunk はその大部分を有するのに対して鰭が退化的であるため、この部分は移動（鰭の波打ちによる遊泳能力）にはさほど役に立たず、呼吸用に特化したと考えられる。このような後方合体節は他のラディオドンタ類に見当たらず、むしろ昆虫や一部の甲殻類（等脚目など）の腹部と鋏角類（カブトガニなど）の後体に似通っており、収斂進化の一例として挙げられる。また、この posterotrunk のおかげで、モスラの体長に対する鰓の総長の比率は他のラディオドンタ類よりも高い（モスラは平均3.7倍、他のラディオドンタ類は2.5倍以下）。これを基に、モスラはおそらく他のラディオドンタ類よりも効率よく呼吸をし、それを必要とする生態をもっていたと推測される（貧酸素環境・活発な生態活動など）。

## 分類

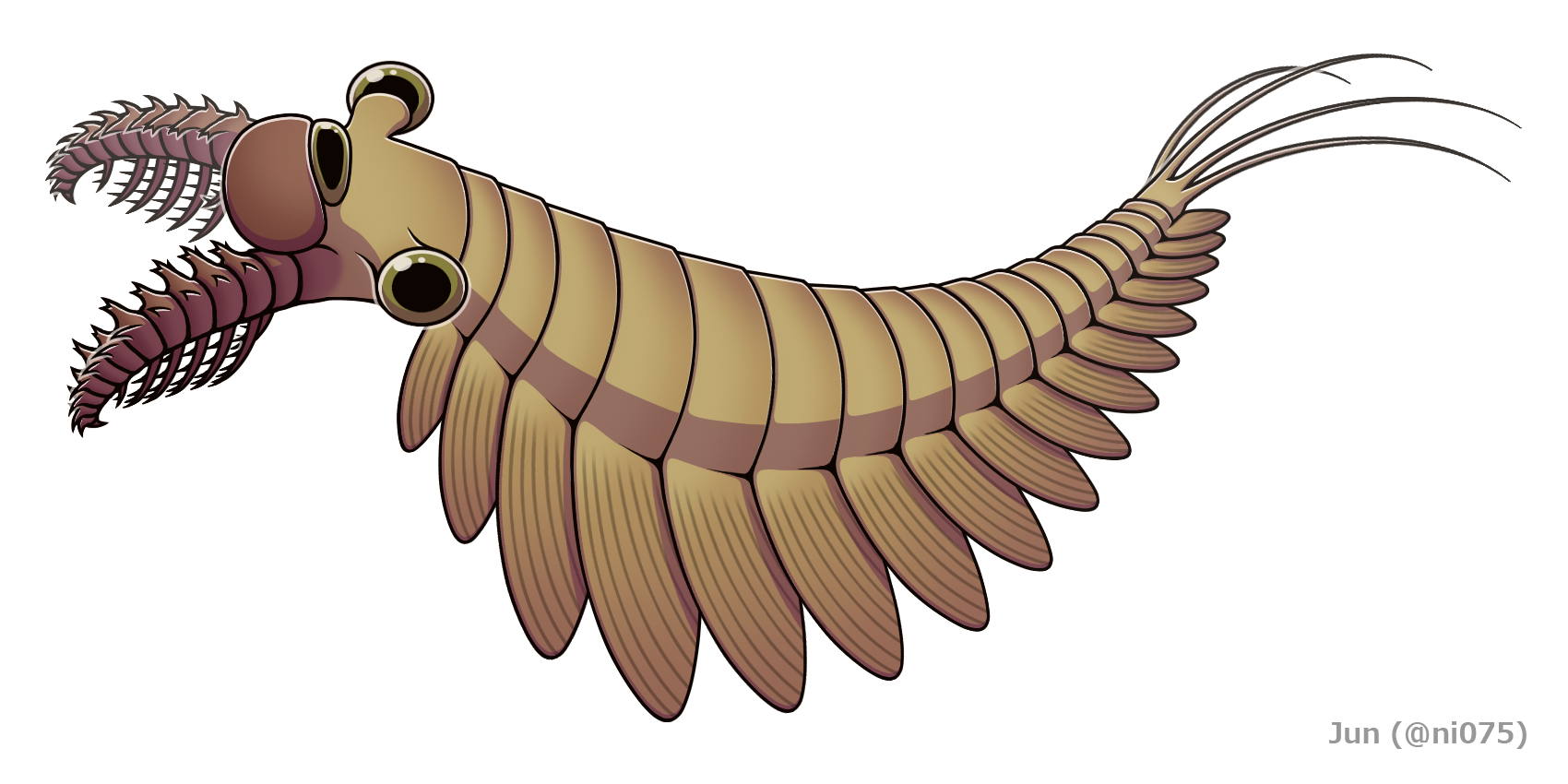
スタンレイカリス

モスラはフルディア、ペイトイアなどと共にフルディア科 (Hurdiidae) に分類されるラディオドンタ類である。スタンレイカリスと同様、本属はその複合的な特徴（フルディア科の決定的性質である途中5本以上の同型な内突起をもつ前部付属肢と、アノマロカリス科やアンプレクトベルア科に似た小さな甲皮と流線型な体を兼ね備える）により、アノマロカリス科・アンプレクトベルア科の系統と派生的なフルディア科の系統の中間形態を表したと考えられ、系統解析においてもシンダーハンネスやペイトイアと共に基盤的なフルディア科の種類として位置付けられる。なお、この4属の更なる具体的な系統関係ははっきりしない（一部の系統解析ではモスラが最も基盤的とされる）。
2025年現在、モスラ（モスラ属 Mosura）にはモスラ・フェントニ (Mosura fentoni) という1種のみ記載される。